# Henry Sturgis Morgan
Henry Sturgis Morgan Sr. (* 24. Oktober 1900 in London, England; † 8. Februar 1982 in New York City) war ein amerikanischer Bankier und Mitgründer von Morgan Stanley. Außerdem war er Präsident und Vorsitzender der Morgan Library & Museum.

## Leben

### Jugend und Schulbildung
Henry Sturgis Morgan Sr. wurde als Sohn von John Pierpont Morgan Jr. (1867–1943) und Jane Norton Grew Morgan (1868–1925) geboren. Sein Großvater war John Pierpont Morgan, einer der wohlhabendsten Amerikaner seiner Zeit und Mitgründer von Drexel, Morgan & Company (ab 1895 bekannt als J.P. Morgan & Company, seit 2000 als JP Morgan Chase). Neben seinem Bruder, Junius Spencer Morgan, hatte er außerdem noch zwei Schwestern, namens Jane Norton Morgan Pennoyer und Frances Tracy Morgan Nichols. Morgan besuchte im amerikanischen Bundesstaat Massachusetts die Groton School und absolvierte anschließend an der Harvard University, einer amerikanischen Spitzenuniversität, sein Studium. Dieses Studium schloss er 1923 ab.

### Karriere
Nachdem Morgan sein Studium beendet hatte, stieg er bei J.P. Morgan & Company ein. Bereits im Jahr 1929 wurde er zum Partner ernannt und fungierte in dieser Position bis 1935. Durch den Banking Act 1933, der dafür sorgte, das sich Finanzunternehmen entweder für ihr Investmentgeschäft oder ihre Einlagensicherung entscheiden mussten, gründete Morgan daraufhin am 5. September 1935 zusammen mit einer Gruppe von ehemaligen J.P. Morgan Partnern die Investmentbank Morgan Stanley.
Neben seiner Funktion bei Morgan Stanley, wurde er 1935 zum Direktor der General Electric Company und 1951 der Aetna Insurance Company gewählt.

#### Sonstige Aktivitäten
Morgan war von 1924 bis 1960 Treuhänder und nach dem Tod seines Bruders im Jahr 1960 Präsident der Morgan Library & Museum. Zusätzlich war er Treuhänder des Museum of Modern Art (1954–1982).

### Privatleben
Am 26. Juni 1923 heiratete er Catherine Frances Lovering Adams, mit der er insgesamt fünf Söhne (Henry Sturgis Jr., Charles Francis, Miles, John Adams und Peter Angus) hatte.

#### Freizeit
Den Großteil seiner Freizeit verbrachte Morgan mit seiner Leidenschaft zum Segeln. 1949 wurde er zum ersten Kommodore des New York Yacht Clubs gewählt und leitete bis Mitte der 70er Jahre das Auswahlkomitee des America’s Cup. Er leitete außerdem die North American Yacht Racing Union und war in führender Rolle an der Gründung der United States Sailing Association beteiligt. Sein Sohn John Morgan wurde bei den Olympischen Spielen 1952 in der 6-Meter-Klasse Olympiasieger.